# 대한민국의 병역 제도
대한민국의 병역 제도는 '국민개병제'를 원칙으로 한 징병제이다. 징병제는 1949년부터 실시되었다. 여성의 경우 국방의 의무를 지고 있으나 병역의 의무에는 해당하지 않으며, 지원에 의하여 현역과 예비역, 그리고 민방위대에 복무할 수 있다.
대한민국 국적의 남성은 18세부터 병역준비역에 편입된다. 병역법 제8조에 따라 이듬해인 만 19세가 되는 해 2월 말부터 11월 30일까지 병역 대상자는 병역 역종을 판정받기 위하여 병무청으로부터 병역판정검사를 받는다.

## 개요
대한민국 국군은 창설 초기에는 모병제를 근간으로 하다가 1950년 1월 징병제를 처음 도입하였다. 하지만, 당시 국군은 '미합중국의 군사원조'를 통해 유지되었던 바, 미국에 의하여 규모를 총 병력 10만 명 수준에서 제한 받고 있었다.
1950년대에는 '베이비 붐' 이후 대한민국은 청년층 인구가 급증하여, 징병제하의 대한민국 국군에는 많은 잉여인력이 생겼다. 이에 실제 전투와 관련이 적은 비전투 보직이 생겼다. 모병제 국가는 인력의 효율적 운용을 중시하므로 이러한 현상은 주로 징병제 국가에서만 나타난다. 이에 대한 비판에 힘입어 육군에서는 2003년 '편제에 의한 병력 운용 지침' 이후 비전투보직을 군무원 등 민간에 맡기고 있고, 아래와 같은 비전투임무는 병의 경우 상근예비역을 보직하는 것을 원칙으로 하고 있다.
2008년 기준으로 대한민국은 의무병제도인 징병제 원칙하에 모병제를 병행하고 있다. 다시 말해, 의무병 위주의 징모혼합제를 운영하고 있다. 그러나 징병제에 관련한 강제력이 매우 강한 데다가 계급정년의 연령이 심하게 낮기 때문에 진정한 의미의 혼합제라고 할 수 없다.
민방위대와는 별개로, 병역이 아닌 헌법에 명시된 성별 불문 국민으로서의 국방 의무에 따라, '비상자원관리법'에 따른 '행정안전부 소관 비상대비자원 관리법 시행규칙' 중 별도 별표 '인력자원 관리 직종'을 보면, '인적자원'으로서 성별 불문 20세부터 60세까지의 해당 면허 소지자와 관련 직종에 종사하는 대한민국 국민, 그리고 '물적자원'으로서 관련 업체 및 물자는 전시와 사변, 또는 이에 준하는 비상시(비상 사태), 국가의 인력·물자 등 자원을 효율적으로 활용할 수 있도록 이에 대비한 계획의 수립·자원관리·교육 및 훈련 등에 필요함을 규정하고 있다. 이에 따른 훈련은 1년 간 7일 내로 한다. '비상대비자원 관리법 시행규칙' 상 훈련 면제 대상에는 민방위대 훈련 면제 대상 외 성별 불문 56세 ~ 60세 와 기혼 여성을 포함한다.

## 병역의무 연령
연령 기준은 만 나이가 되는 해의 1월 1일부터 12월 31일까지이다.
- ■: 평시의 병역의무대상자 연령
- ■: 전시의 병역의무대상자 연령

| 연령 | 병역의무 | 병역판정검사 및 입영의무 | 역종 | 비고 |
| --- | --- | --- | --- | --- |
| 17세 이하 | 병무청이 다음해에 병역준비역에 편입되는 자(남성이 만 17세가 되는 연도)의 주민등록전자 데이터베이스를 행정자치부로부터 인수하여 이를 지방병무청에 전송 | 병무청이 다음해에 병역준비역에 편입되는 자(남성이 만 17세가 되는 연도)의 주민등록전자 데이터베이스를 행정자치부로부터 인수하여 이를 지방병무청에 전송 | 병무청이 다음해에 병역준비역에 편입되는 자(남성이 만 17세가 되는 연도)의 주민등록전자 데이터베이스를 행정자치부로부터 인수하여 이를 지방병무청에 전송                                       | 병무청이 다음해에 병역준비역에 편입되는 자(남성이 만 17세가 되는 연도)의 주민등록전자 데이터베이스를 행정자치부로부터 인수하여 이를 지방병무청에 전송 |
| 18세 | 평시의 병역의무 대상 | 없음. 다만, 지원에 의한 입영이 가능. | 병역준비역에 편입. 지원을 통한 현역병 입영자가 입영 후 지원병 신체검사에서 불합격 판정을 받았을 때 전시근로역 또는 병역면제 장애인 등록제도에 의한 등록장애인은 전시근로역 또는 병역면제주1 | 1. 20세부터 민방위기본법에 의한 민방위대 편성대상 연령대 2. 현역병 기준으로 복무중 탈영한 경우 각군 참모총장으로부터 복귀명령의 대상 3. 병역판정검사 및 입영의무 면제 연령대(38~40세, 전시 기준 38~45세)인 예비역, 실역의 복무를 마친 보충역은 전시 기준으로 예비군법에 의해 예비군에 편성될 수 있음 |
| 19 ~ 35세 | 평시의 병역의무 대상 | 모든 병역의무자의 병역판정검사와 병역판정검사에서의 합격판정자(현역입영대상과 보충역소집대상자)의 입영의무가 있음. | 1.병역판정검사의 결과(병역처분)에 따름(현역입영대상·보충역·전시근로역·병역면제) 2.현역복무를 의무복무기간까지 마첬을 때, 예비역에 편입. 3.2020년 10월부터 대체역 대상자는 대체역에 편입     | 1. 20세부터 민방위기본법에 의한 민방위대 편성대상 연령대 2. 현역병 기준으로 복무중 탈영한 경우 각군 참모총장으로부터 복귀명령의 대상 3. 병역판정검사 및 입영의무 면제 연령대(38~40세, 전시 기준 38~45세)인 예비역, 실역의 복무를 마친 보충역은 전시 기준으로 예비군법에 의해 예비군에 편성될 수 있음 |
| 36 ~ 37세 | 평시의 병역의무 대상 | 1.평시에는 일반 병역의무자의 병역판정검사와 입영의무가 없음. 2.평시에는병역법 위반자, 국외체재자 등의 병역판정검사의 의무가 있으며, 이들이 보충역으로 처분되었을 때, 사회복무요원의 소집의무가 있음. 3.전시에는 모든 병역의무자의 병역판정검사와 현역입영의무가 있음. | 1.위와 같음. 2.병역법 위반자나 국외체재자 등은 병역판정검사의 결과에 따라 보충역 또는 전시근로역으로 편입되거나 병역면제                                                                    | 1. 20세부터 민방위기본법에 의한 민방위대 편성대상 연령대 2. 현역병 기준으로 복무중 탈영한 경우 각군 참모총장으로부터 복귀명령의 대상 3. 병역판정검사 및 입영의무 면제 연령대(38~40세, 전시 기준 38~45세)인 예비역, 실역의 복무를 마친 보충역은 전시 기준으로 예비군법에 의해 예비군에 편성될 수 있음 |
| 38 ~ 40세 | 평시의 병역의무 대상 | 어떠한 경우에도 병역판정검사 및 입영의무가 없음. | 위와 같음. | 1. 20세부터 민방위기본법에 의한 민방위대 편성대상 연령대 2. 현역병 기준으로 복무중 탈영한 경우 각군 참모총장으로부터 복귀명령의 대상 3. 병역판정검사 및 입영의무 면제 연령대(38~40세, 전시 기준 38~45세)인 예비역, 실역의 복무를 마친 보충역은 전시 기준으로 예비군법에 의해 예비군에 편성될 수 있음 |
| 41 ~ 45세 | 1.평시에서의 병의 병역의무가 종료 2.전시에서의 병역의무가 연장                                                                                        | 어떠한 경우에도 병역판정검사 및 입영의무가 없음. | 평시에서의 현역, 예비역 및 보충역의 병, 전시근로역의 면역(免役).주2 | 전시에 예비역, 실역의 복무를 마친 보충역은 예비군법에 의해 예비군에 편성될 수 있음 |
| 46세 이상 | 평시 및 전시에서의 병역의무 종료, 이에 따른 현역, 예비역 및 보충역의 병, 전시근로역의 면역(免役).주2                                                  | 평시 및 전시에서의 병역의무 종료, 이에 따른 현역, 예비역 및 보충역의 병, 전시근로역의 면역(免役).주2 | 평시 및 전시에서의 병역의무 종료, 이에 따른 현역, 예비역 및 보충역의 병, 전시근로역의 면역(免役).주2                                                                                        | 전시 민방위대 편성대상 50세 연장 |
| 주1: 일부의 장애인(경도의 장애인), 만 19세가 되는 해에 장애인의 장애상태가 변하는 경우나 장애인 등록증의 반환사유가 생긴 경우에는 병역판정검사를 받아야 한다. 주2: 장교, 준사관, 부사관은 군인사법에 의한 계급의 연령정년에 따라, 이들의 연령이 정년에 이르렀을 때 퇴역(退役). | | | | |

## 병역의무 연령 연혁

### 1949년 ~ 1957년
| 연령      | 병역의무                                                                             | 징병검사 및 입영의무 | 역종 | 비고 |
| --------- | ------------------------------------------------------------------------------------ | --- | --- | ---- |
| 17세 이하 | -                                                                                    | - | - | -    |
| 18~19세   | 평시에서의 병역의무 대상                                                             | | 제2국민병역에 편입. | -    |
| 20 ~ 37세 | 평시에서의 병역의무 대상                                                             | 모든 병역의무자의 징병검사와 징병검사에서의 합격판정자(현역 또는 호국병역 입영과 제1보충역소집대상자)의 입영의무가 있음.                         | 1.징병검사의 결과(병역처분)에 따름(현역입영 또는 호국병역 대상, 제1보충병역, 제2국민병역, 병역면제). 2.현역의 복무 또는 호국병역을 의무복무기간까지 마첬을 때, 예비역에 편입. 예비역 편입 후 예비역 기간을 마친 후 후비병역, 후비병역 기간 마친 후 제1국민병역 편입 | -    |
| 38 ~ 40세 | 평시에서의 병역의무 대상                                                             | 1.평시의 모든 병역의무자의 징병검사, 입영의무, 보충역소집이 없음. 2. 전시의 징병검사와 입영의무 규정이 없으나, 전시의 복무기간 연장 조항은 있음. | 위와 같음. | -    |
| 41 ~45세  | 1.평시에서의 병의 병역의무가 종료 2.전시에서의 병역의무가 연장                       | 전시의 징병검사와 입영의무 규정이 없으나, 전시의 복무기간 연장 조항은 있음.                                                                      | 위와 같음. | -    |
| 46세 이상 | 평시 및 전시에서의 병역의무 종료, 이에 따른 현역, 예비역의 제2국민병역의 면역(免役). | 평시 및 전시에서의 병역의무 종료, 이에 따른 현역, 예비역의 제2국민병역의 면역(免役).                                                             | 평시 및 전시에서의 병역의무 종료, 이에 따른 현역, 예비역의 제2국민병역의 면역(免役). | -    |

### 1957년 ~ 1962년
| 연령      | 병역의무                                                                            | 징병검사 및 입영의무 | 역종 | 비고 |
| --------- | ----------------------------------------------------------------------------------- | --- | --- | ---- |
| 17세 이하 | -                                                                                   | - | - | -    |
| 18~19세   | 병역의무 대상                                                                       | | 제1국민병역에 편입. | -    |
| 20 ~ 35세 | 병역의무 대상                                                                       | 모든 병역의무자의 징병검사와 징병검사에서의 합격판정자(현역입영대상자와 보충역소집대상자)의 입영의무가 있음. | 1.징병검사의 결과(병역처분)에 따름(현역입영대상, 제2국민병역, 병역면제). 2.현역의 복무를 의무복무기간까지 마첬을 때, 예비역에 편입. 예비역 편입 후 예비역 기간을 마친 후 제2국민병역 편입 | -    |
| 36 ~ 40세 | 병역의무 대상                                                                       | 1.평시의 모든 병역의무자(병역법 위반자, 국외체재자 포함)의 징병검사, 입영의무, 보충역소집이 없음. 2. 전시 입영의무 연령 연장은 병역법에 각 령의 정하는 바에 의하여 이를 변경할 수 있는 것으로 규정되어 있다. 그러나 병역법 상 명확한 전시 입영의무 연령이 규정되어 있지 않았다. | 위와 같음. | -    |
| 41세 이상 | 평시 및 전시에서의 병역의무 종료, 이에 따른 현역, 예비역의 제2국민병역의 면역(免役) | 평시 및 전시에서의 병역의무 종료, 이에 따른 현역, 예비역의 제2국민병역의 면역(免役) | 평시 및 전시에서의 병역의무 종료, 이에 따른 현역, 예비역의 제2국민병역의 면역(免役) | -    |

### 1962년 ~ 1970년
| 연령 | 병역의무                                                                                          | 징병검사 및 입영의무 | 역종 | 비고                                                                                          |
| --- | ------------------------------------------------------------------------------------------------- | --- | --- | --------------------------------------------------------------------------------------------- |
| 17세 이하 | -                                                                                                 | - | - | -                                                                                             |
| 18세 | 평시에서의 병역의무 대상                                                                          | - | - | 현역병 기준으로 복무중 탈영한 경우 각군 참모총장으로부터 복귀명령의 대상(1963년 12월 1일부터) |
| 19세 | 평시에서의 병역의무 대상                                                                          | 호주(북한에 본적을 둔 가호적을 설정하지 않은 호주는 가구주)는 징병적령자의 본적지(가구주는 거주지)에서의 신고의무 있음. | 제1국민역에 편입. | 현역병 기준으로 복무중 탈영한 경우 각군 참모총장으로부터 복귀명령의 대상(1963년 12월 1일부터) |
| 20 ~ 35세 | 평시에서의 병역의무 대상                                                                          | 모든 병역의무자의 징병검사와 징병검사에서의 합격판정자(현역입영대상자와 보충역소집대상자)의 입영의무가 있음. | 1.징병검사의 결과(병역처분)에 따름(현역입영대상, 제1보충역, 제2국민역, 병역면제). 2.현역(복무자), 예비역, 보충역, 제2국민역이 아닌 자는 제1국민역 3.현역의 복무를 의무복무기간까지 마첬을 때, 예비역에 편입. | 현역병 기준으로 복무중 탈영한 경우 각군 참모총장으로부터 복귀명령의 대상(1963년 12월 1일부터) |
| 36 ~ 40세 | 평시에서의 병역의무 대상                                                                          | 1.평시의 모든 병역의무자(병역법 위반자, 국외체재자 포함)의 징병검사, 입영의무, 보충역소집이 없음. 2. 전시 입영의무 연령 연장은 병역법에 각 령의 정하는 바에 의하여 이를 변경할 수 있는 것으로 규정되어 있다. 그러나 병역법 상 명확한 전시 입영의무 연령이 규정되어 있지 않았다. | 1.위와 같음. 2.징병검사를 받지 않은 제1국민역, 현역입영통지를 받지 않은 현역입영대상자는 보충역에 편입 | 현역병 기준으로 복무중 탈영한 경우 각군 참모총장으로부터 복귀명령의 대상(1963년 12월 1일부터) |
| 41 ~ 45세 | 1.평시에서의 병의 병역의무가 종료 2.전시에서의 병역의무가 연장                                    | 평시에서의 현역, 예비역 및 보충역의 병, 제2국민역의 면역(免役).주 | 1.위와 같음. 2.징병검사를 받지 않은 제1국민역, 현역입영통지를 받지 않은 현역입영대상자는 보충역에 편입 | -                                                                                             |
| 46세 이상 | 평시 및 전시에서의 병역의무 종료, 이에 따른 현역, 예비역 및 보충역의 병, 제2국민역의 면역(免役)주 | 평시 및 전시에서의 병역의무 종료, 이에 따른 현역, 예비역 및 보충역의 병, 제2국민역의 면역(免役)주 | 평시 및 전시에서의 병역의무 종료, 이에 따른 현역, 예비역 및 보충역의 병, 제2국민역의 면역(免役)주 | -                                                                                             |
| 주: 장교, 준사관, 하사관은 군인사법에 의한 계급의 연령정년에 따라, 이들의 연령이 정년에 이르렀을 때 퇴역(退役). |                                                                                                   | | |                                                                                               |

### 1971년 ~ 1984년
| 연령 | 병역의무 | 징병검사 및 입영의무 | 역종 | 비고 |
| --- | --- | --- | --- | --- |
| 17세 이하 | 병역의무가 없음. 17세인 자는 읍면동 또는 그 출장소의 장에게 제1국민역 편입신고를 이행해야 한다.(1981년 1월 이후)           | 징병검사 및 입영의무가 없음. | - | 17세부터 민방위기본법에 의해 민방위대 편성대상 연령대(1975년 민방위대 창설 이후) |
| 18세 | 평시에서의 병역의무 시작. 18세인 자는 읍면동 또는 그 출장소의 장에게 제1국민역 편입신고를 이행해야 한다.(1980년 12월 이전) | 징병검사 및 입영의무가 없음. | 제1국민역에 편입. | 1. 민방위기본법에 의한 민방위대 편성대상 연령대(1975년 민방위대 창설 이후) 2. 현역병 기준으로 복무중 탈영한 경우 각군 참모총장으로부터 복귀명령의 대상 3. 전시 징병검사 및 현역입영의무 면제 연령대(전시 기준 36~45세)인 예비역, 실역의 복무를 마친 보충역은 특별히 필요한 경우(전시, 향토방위 등) 기준으로 향토예비군설치법에 의해 예비군에 편성 |
| 19세 | 평시에서의 병역의무 대상                                                                                                   | 모든 병역의무자의 징병검사와 징병검사에서의 합격판정자(현역입영대상자와 보충역소집대상자)의 입영의무가 있음.(1982년 이전 20세 이상, 1982년 이후 19세 이상)              | 1.징병검사의 결과(병역처분)에 따름(현역입영대상, 보충역, 제2국민역, 병역면제). 2.현역(복무자), 예비역, 보충역, 제2국민역이 아닌 자는 제1국민역 3.현역의 복무를 의무복무기간까지 마첬을 때, 예비역에 편입. | 1. 민방위기본법에 의한 민방위대 편성대상 연령대(1975년 민방위대 창설 이후) 2. 현역병 기준으로 복무중 탈영한 경우 각군 참모총장으로부터 복귀명령의 대상 3. 전시 징병검사 및 현역입영의무 면제 연령대(전시 기준 36~45세)인 예비역, 실역의 복무를 마친 보충역은 특별히 필요한 경우(전시, 향토방위 등) 기준으로 향토예비군설치법에 의해 예비군에 편성 |
| 20 ~ 30세 | 평시에서의 병역의무 대상                                                                                                   | 모든 병역의무자의 징병검사와 징병검사에서의 합격판정자(현역입영대상자와 보충역소집대상자)의 입영의무가 있음.(1982년 이전 20세 이상, 1982년 이후 19세 이상)              | 1.징병검사의 결과(병역처분)에 따름(현역입영대상, 보충역, 제2국민역, 병역면제). 2.현역(복무자), 예비역, 보충역, 제2국민역이 아닌 자는 제1국민역 3.현역의 복무를 의무복무기간까지 마첬을 때, 예비역에 편입. | 1. 민방위기본법에 의한 민방위대 편성대상 연령대(1975년 민방위대 창설 이후) 2. 현역병 기준으로 복무중 탈영한 경우 각군 참모총장으로부터 복귀명령의 대상 3. 전시 징병검사 및 현역입영의무 면제 연령대(전시 기준 36~45세)인 예비역, 실역의 복무를 마친 보충역은 특별히 필요한 경우(전시, 향토방위 등) 기준으로 향토예비군설치법에 의해 예비군에 편성 |
| 31 ~ 35세 | 평시에서의 병역의무 대상                                                                                                   | 1.평시의 모든 병역의무자(병역법 위반자, 국외체재자 포함)의 징병검사, 입영의무, 보충역소집이 없음.(소집면제)주1 2.전시에는 모든 병역의무자의 징병검사와 입영의무가 있음. | 1.위와 같음. 2.징병검사를 받지 않은 제1국민역, 현역입영통지를 받지 않은 현역입영대상자는 보충역에 편입 | 1. 민방위기본법에 의한 민방위대 편성대상 연령대(1975년 민방위대 창설 이후) 2. 현역병 기준으로 복무중 탈영한 경우 각군 참모총장으로부터 복귀명령의 대상 3. 전시 징병검사 및 현역입영의무 면제 연령대(전시 기준 36~45세)인 예비역, 실역의 복무를 마친 보충역은 특별히 필요한 경우(전시, 향토방위 등) 기준으로 향토예비군설치법에 의해 예비군에 편성 |
| 36 ~ 40세 | 평시에서의 병역의무 대상                                                                                                   | 어떠한 경우에도 징병검사 및 입영의무가 없음. | 1.위와 같음. 2.징병검사를 받지 않은 제1국민역, 현역입영통지를 받지 않은 현역입영대상자는 보충역에 편입 | 1. 민방위기본법에 의한 민방위대 편성대상 연령대(1975년 민방위대 창설 이후) 2. 현역병 기준으로 복무중 탈영한 경우 각군 참모총장으로부터 복귀명령의 대상 3. 전시 징병검사 및 현역입영의무 면제 연령대(전시 기준 36~45세)인 예비역, 실역의 복무를 마친 보충역은 특별히 필요한 경우(전시, 향토방위 등) 기준으로 향토예비군설치법에 의해 예비군에 편성 |
| 41 ~ 45세 | 1.평시에서의 병의 병역의무가 종료 2.전시에서의 병역의무가 연장                                                             | 어떠한 경우에도 징병검사 및 입영의무가 없음. | 평시에서의 현역, 예비역 및 보충역의 병, 제2국민역의 면역(免役).주4 | 특별히 필요한 경우(전시, 향토방위 등)에 예비역, 실역의 복무를 마친 보충역은 향토예비군설치법에 의해 예비군에 편성될 수 있음 |
| 46세 이상 | 평시 및 전시에서의 병역의무 종료, 이에 따른 현역, 예비역 및 보충역의 병, 제2국민역의 면역(免役)주2                         | 평시 및 전시에서의 병역의무 종료, 이에 따른 현역, 예비역 및 보충역의 병, 제2국민역의 면역(免役)주2                                                                      | 평시 및 전시에서의 병역의무 종료, 이에 따른 현역, 예비역 및 보충역의 병, 제2국민역의 면역(免役)주2 | 병역의무 연령 종료 이후에도 50세까지 민방위대 편성대상(1975년 민방위대 창설 이후) |
| 주1: 1971년 시행 병역법 부칙 제7조에 의해 시행연도(1971년) 기준의 병역법 위반자(징병검사 또는 입영의 거부·기피)의 경우 입영의무가 있음. 주2: 장교, 준사관, 하사관은 군인사법에 의한 계급의 연령정년에 따라, 이들의 연령이 정년에 이르렀을 때 퇴역(退役). | | | | |

### 1984년 ~ 1993년
| 연령 | 병역의무 | 징병검사 및 입영의무 | 역종 | 비고 |
| --- | --- | --- | --- | --- |
| 17세 이하 | 병역의무가 없음. 다만, 17세인 자는 지원에 의한 입영이 가능하며, 읍면동 또는 그 출장소의 장에게 제1국민역 편입신고를 이행해야 한다. | 없음. 다만, 17세인 자는 지원에 의한 입영이 가능. | 현역병으로 입영시 현역(17세 이상) | 1. 만 17세부터 민방위기본법에 의한 민방위대 편성대상 연령대(1989년까지) 2. 현역병 기준으로 복무중 탈영한 경우 각군 참모총장으로부터 복귀명령의 대상 |
| 18세 | 평시에서의 병역의무 대상 | 없음. 다만, 17세인 자는 지원에 의한 입영이 가능. | 입영하지 않은 경우, 제1국민역에 편입. | 1. 만 17세부터 민방위기본법에 의한 민방위대 편성대상 연령대(1989년까지) 2. 현역병 기준으로 복무중 탈영한 경우 각군 참모총장으로부터 복귀명령의 대상 |
| 19 ~ 30세 | 평시에서의 병역의무 대상 | 모든 병역의무자의 징병검사와 징병검사에서의 합격판정자(현역입영대상자와 보충역소집대상자)의 입영의무가 있음.                                                             | 1.징병검사의 결과(병역처분)에 따름(현역입영대상, 보충역, 제2국민역, 병역면제). 2.현역(복무자), 예비역, 보충역이 아닌 자는 제1국민역 3.현역의 복무를 의무복무기간까지 마첬을 때, 예비역에 편입. | 1. 20세부터 민방위기본법에 의한 민방위대 편성대상 연령대(1989년 이후) 2. 현역병 기준으로 복무중 탈영한 경우 각군 참모총장으로부터 복귀명령의 대상 3. 전시 징병검사 및 현역입영의무 면제 연령대(전시 기준 36~45세)인 예비역, 실역의 복무를 마친 보충역은 특별히 필요한 경우(전시, 향토방위 등) 기준으로 향토예비군설치법에 의해 예비군에 편성 |
| 31 ~ 35 | 평시에서의 병역의무 대상 | 1.평시의 모든 병역의무자(병역법 위반자, 국외체재자 포함)의 징병검사, 입영의무, 보충역소집이 없음.(소집면제) 2.전시에는 모든 병역의무자의 징병검사와 현역입영의무가 있음. | 1.위와 같음. 2.징병검사를 받지 않은 제1국민역, 현역입영통지를 받지 않은 현역입영대상자는 보충역에 편입                                                                                         | 1. 20세부터 민방위기본법에 의한 민방위대 편성대상 연령대(1989년 이후) 2. 현역병 기준으로 복무중 탈영한 경우 각군 참모총장으로부터 복귀명령의 대상 3. 전시 징병검사 및 현역입영의무 면제 연령대(전시 기준 36~45세)인 예비역, 실역의 복무를 마친 보충역은 특별히 필요한 경우(전시, 향토방위 등) 기준으로 향토예비군설치법에 의해 예비군에 편성 |
| 36 ~ 40세 | 평시에서의 병역의무 대상 | 어떠한 경우에도 징병검사 및 입영의무가 없음. | 1.위와 같음. 2.징병검사를 받지 않은 제1국민역, 현역입영통지를 받지 않은 현역입영대상자는 보충역에 편입                                                                                         | 1. 20세부터 민방위기본법에 의한 민방위대 편성대상 연령대(1989년 이후) 2. 현역병 기준으로 복무중 탈영한 경우 각군 참모총장으로부터 복귀명령의 대상 3. 전시 징병검사 및 현역입영의무 면제 연령대(전시 기준 36~45세)인 예비역, 실역의 복무를 마친 보충역은 특별히 필요한 경우(전시, 향토방위 등) 기준으로 향토예비군설치법에 의해 예비군에 편성 |
| 41 ~ 45세 | 1.평시에서의 병의 병역의무가 종료 2.전시에서의 병역의무가 연장                                                                     | 어떠한 경우에도 징병검사 및 입영의무가 없음. | 평시에서의 현역, 예비역 및 보충역의 병, 제2국민역의 면역(免役).주 | 특별히 필요한 경우(전시, 향토방위 등)에 예비역, 실역의 복무를 마친 보충역은 향토예비군설치법에 의해 예비군에 편성될 수 있음 |
| 46세 이상 | 평시 및 전시에서의 병역의무 종료, 이에 따른 현역, 예비역 및 보충역의 병, 제2국민역의 면역(免役)주                                  | 평시 및 전시에서의 병역의무 종료, 이에 따른 현역, 예비역 및 보충역의 병, 제2국민역의 면역(免役)주                                                                        | 평시 및 전시에서의 병역의무 종료, 이에 따른 현역, 예비역 및 보충역의 병, 제2국민역의 면역(免役)주                                                                                              | 병역의무 연령 종료 이후에도 50세까지 민방위대 편성대상 |
| 주: 장교, 준사관, 하사관은 군인사법에 의한 계급의 연령정년에 따라, 이들의 연령이 정년에 이르렀을 때 퇴역(退役). | | | | |

### 1994년 ~ 2010년
| 연령 | 병역의무 | 징병검사 및 입영의무 | 역종 | 비고 |
| --- | --- | --- | --- | --- |
| 17세 이하 | - 병역의무가 없음. 다만 연도마다 제1국민역 편입과 관련하여 아래와 같은 절차를 진행한다. - 17세인 자는 읍면동 또는 그 출장소의 장에게 제1국민역 편입신고를 이행해야 한다.(1999년 2월 4일 이전) - 병무청이 다음해에 제1국민역에 편입되는 자(남성이 만 17세가 되는 연도)의 주민등록전자 데이터베이스를 행정자치부로부터 인수하여 이를 지방병무청에 전송(1999년 2월 5일 이후) | 없음. 다만, 2005년 7월 이전까지 17세인 자는 지원에 의한 입영이 가능. | 현역병으로 입영시 현역(17세 이상) | 현역병 기준으로 복무중 탈영한 경우 각군 참모총장으로부터 복귀명령의 대상 |
| 18세 | 평시의 병역의무 대상 | 없음. 다만, 지원에 의한 입영이 가능.(2005년 7월 1일부터 현역병 지원가능 대상이 17세에서 18세로 상향) | 제1국민역에 편입. 지원을 통한 현역병 입영자가 입영 후 지원병 신체검사에서 불합격 판정을 받았을 때 전시근로역 또는 병역면제 장애인 등록제도에 의한 등록장애인은 제2국민역 또는 병역면제. | 1. 20세부터 민방위기본법에 의한 민방위대 편성대상 연령대 2. 현역병 기준으로 복무중 탈영한 경우 각군 참모총장으로부터 복귀명령의 대상 3. 징병검사 및 입영의무 면제 연령대(36~40세, 전시 기준 36~45세)인 예비역, 실역의 복무를 마친 보충역은 전시 기준으로 향토예비군설치법에 의해 예비군에 편성될 수 있음 |
| 19 ~ 30세 | 평시의 병역의무 대상 | 모든 병역의무자의 징병검사와 합격판정자(현역입영대상과 보충역소집대상자)의 입영의무가 있음. | 1.병역판정검사의 결과(병역처분)에 따름(현역입영대상·보충역·제2국민역·병역면제) 2.현역복무를 의무복무기간까지 마첬을 때, 예비역에 편입.                                                  | 1. 20세부터 민방위기본법에 의한 민방위대 편성대상 연령대 2. 현역병 기준으로 복무중 탈영한 경우 각군 참모총장으로부터 복귀명령의 대상 3. 징병검사 및 입영의무 면제 연령대(36~40세, 전시 기준 36~45세)인 예비역, 실역의 복무를 마친 보충역은 전시 기준으로 향토예비군설치법에 의해 예비군에 편성될 수 있음 |
| 31 ~ 35세 | 평시의 병역의무 대상 | 1.평시에는 일반 병역의무자의 병역판정검사와 입영의무가 없음. 2.평시에는 병역법 위반자, 국외체재자 등의 병역판정검사의 의무가 있으며, 이들이 보충역으로 처분되었을 때, 사회복무요원의 소집의무가 있음. 3.전시에는 모든 병역의무자의 병역판정검사와 현역입영의무가 있음. | 1.위와 같음. 2.병역법 위반자나 국외체재자 등은 병역판정검사의 결과에 따라 보충역 또는 제2국민역으로 편입되거나 병역면제                                                                 | 1. 20세부터 민방위기본법에 의한 민방위대 편성대상 연령대 2. 현역병 기준으로 복무중 탈영한 경우 각군 참모총장으로부터 복귀명령의 대상 3. 징병검사 및 입영의무 면제 연령대(36~40세, 전시 기준 36~45세)인 예비역, 실역의 복무를 마친 보충역은 전시 기준으로 향토예비군설치법에 의해 예비군에 편성될 수 있음 |
| 36 ~ 40세 | 평시의 병역의무 대상 | 어떠한 경우에도 병역판정검사 및 입영의무가 없음. | 위와 같음. | 1. 20세부터 민방위기본법에 의한 민방위대 편성대상 연령대 2. 현역병 기준으로 복무중 탈영한 경우 각군 참모총장으로부터 복귀명령의 대상 3. 징병검사 및 입영의무 면제 연령대(36~40세, 전시 기준 36~45세)인 예비역, 실역의 복무를 마친 보충역은 전시 기준으로 향토예비군설치법에 의해 예비군에 편성될 수 있음 |
| 41 ~ 45세 | 1.평시에서의 병의 병역의무가 종료 2.전시에서의 병역의무가 연장 | 어떠한 경우에도 병역판정검사 및 입영의무가 없음. | 평시에서의 현역, 예비역 및 보충역의 병, 제2국민역의 면역(免役).주 | 1. 전시에 예비역, 실역의 복무를 마친 보충역은 향토예비군설치법에 의해 예비군에 편성될 수 있음 2. 2006년까지 민방위 편성대상 연령대 |
| 46세 이상 | 평시 및 전시에서의 병역의무 종료, 이에 따른 현역, 예비역 및 보충역의 병, 제2국민역의 면역(免役).주 | 평시 및 전시에서의 병역의무 종료, 이에 따른 현역, 예비역 및 보충역의 병, 제2국민역의 면역(免役).주 | 평시 및 전시에서의 병역의무 종료, 이에 따른 현역, 예비역 및 보충역의 병, 제2국민역의 면역(免役).주                                                                                      | 1. 2000년 이전 평시 기준 50세까지 민방위대 편성대상 연령 2. 2000년 이후 전시 민방위대 편성대상 50세 연장 |
| 주: 장교, 준사관, 부사관은 군인사법에 의한 계급의 연령정년에 따라, 이들의 연령이 정년에 이르렀을 때 퇴역(退役). | | | | |

## 종류별 복무 기간
- 6개월 : (사회복무요원으로서 전‧공상의 자•형제 중 1인)
- 1년 6개월 : 육군, 해병, 상근예비역(육‧해‧해병), 카투사
- 1년 8개월 : 해군
- 1년 9개월 : 공군, 사회복무요원
- 1년 11개월 : 산업기능요원(보충역)
- 2년 10개월 : 산업기능요원(현역)
- 3년 : 공익법무관, 공중방역수의사, 공중보건의사, 병역판정검사전담의사, 승선근무예비역, 전문연구요원, 대체복무요원. 단, 전문연구요원과 대체복무요원(대체복무요원은 일체의 군사훈련 없음)을 제외한 3년 복무자 기초군사교육기간은 전체 복무기간에 미산입.

## 신체등위 및 학력에 따른 병역처분 기준
- 이 기준은 2021년부터 적용된다. 학력제한이 폐지되어 학력에 상관없이 1~3급 모두 현역으로 처분된다.

| 1~3급 | 4급    | 5급        | 6급      | 7급    |
| ----- | ------ | ---------- | -------- | ------ |
| 현역  | 보충역 | 전시근로역 | 병역면제 | 재검사 |

## 역종 별 비교
| 구분             | 현역                                          | 상근예비역                                                        | 보충역(사회복무요원 등)                                     |
| ---------------- | --------------------------------------------- | ----------------------------------------------------------------- | ----------------------------------------------------------- |
| 역종             | 현역. 현역 복무 후 예비역                     | 기초군사교육 때만 현역. 이후 남은 기간은 예비역으로 전역하여 복무 | 보충역으로서 기초군사교육과 소집해제 이후 예비군에서도 동일 |
| 신분             | 군인                                          | 군인                                                              | 민간인                                                      |
| 복무기간         | 육군 및 해병 18개월, 해군 20개월, 공군 21개월 | 육군, 해병, 해군 모두 18개월                                      | 사회복무요원 기준 21개월                                    |
| 복무만료 시 계급 | 병장                                          | 병장                                                              | 이등병                                                      |
| 복무형태         | 영내생활                                      | 매일 자택 출·퇴근                                                 | 매일 자택 출·퇴근                                           |
| 비고             |                                               | 1994년 1월 1일 시행                                               | 1994년 1월 1일 시행                                         |

## 복무 중 다른 역종으로의 전환
- "전역"이 이를 포함하는 의미이기도 하다.
- 현직 경찰관인 경우 예비군 훈련이 면제된다.
- 사회복무요원 복무 중 현역으로 입대할 수도 있다. 장교나 부사관으로도 입대 가능하다. 그러나 징역 6개월~1년 6개월의 실형을 선고받은 사유로 사회복무요원이 되었을 경우 장교나 부사관 선발에 존재하는 신원조회에서 결격사유가 된다.
- 조기 전역, 특히 질병이나 장애 등으로 인한 조기 전역을 '의가사 전역'이라고 하는데 이는 정확한 표현이 아니며, 정확한 명칭은 '의병 전역'이다.
- 의가사 전역은 아래 단락의 '생계유지곤란사유 병역감면제도'와 같이 가사 사정에 의해 어쩔 수 없이 전시근로역에 편입되어야 하는 경우에 전역조치되는 것이고, 질병이나 장애 등으로 인해 전역하는 경우는 '심신장애전역'이라고 한다.
- 심신장애 전역자중에서, 복무 중 4급 판정을 받을 경우 보충역인 사회복무요원으로 전환된다. 기존 복무한 것은 인정되나, 사회복무요원에 따라 종래 입대일 기준으로 총 복무 기간은 1년 9개월로 늘어난다. 5급이면 전시근로역으로서 평시에는 민방위 훈련, 전시에는 전시근로, 6급이면 병역면제로서 평시와 전시 모두 병역이 면제 된다.
- 이는 사회복무요원의 경우도 마찬가지로, 5급이면 전시근로역으로서 평시에는 민방위 훈련, 전시에는 군에 편성되어 전시근로, 6급이면 병역면제로서 평시와 전시 모두 병역이 면제된다.
- 전환복무자는 복무중에는 공무원의 신분이다. 전역시기가 도래하면 전환복무자는 일시적으로 군인의 신분이 되었다가 전역되어 예비역으로 편입된다.

## 신분에 따른 특징

### 기초군사교육 기간
- 육군학사사관 : 17주(가입교 1주 포함)
- 간부사관 : 15주(가입교 1주 포함)
- 학군사관[11]/해군 학사사관(해병 학사사관 포함)/공군 학사사관 : 12주
- 전문사관 : 의무 및 수의 8주[12], 법무 및 군종 9주
- 일반 준사관후보생 : 2주
- 육군부사관후보생 : 18주
- 해군부사관후보생 : 9주
- 공군부사관후보생 : 11주
- 해병대부사관후보생 : 10주
- 공군항공과학고등학교 : 8주
- 육군병/대한민국 육군상근예비역 : 5주
- 해군병/해병대병/공군병/해군상근예비역/해병대상근예비역 : 6주
- 보충역 대체복무[13]/승선근무예비역 : 3주

### 간부
- 하사 이상의 계급은 계급로서 특정직 공무원이다.[14] 따라서 후반기교육은 시보의 성격을 띠고 있기 때문에, 징집병[15]과 달리 복무기간에 산입하지 않는다.
- 군인으로서 위탁교육이나 그 밖의 교육을 받은 기간도 의무복무기간에서 제외된다.

#### 장교
- 기본적으로 소위로 임관하나 전문사관 중 경력이나 자격에 따라 중위나 대위, 소령으로 임관하는 경우도 있다.
- 소령. 3년 단기복무의 경우 그대로 전역한다.

1. 군의관 중 전문의로서 임상 경험이 있거나 의학 석사 이상 취득한 자.

- 대위. 3년 단기복무의 경우 그대로 전역한다.

1. 국방과학연구소 박사사관
2. 군의관 중 3년 이상 임상경험이 있는 의사 혹은 레지던트 수료 후 임관한 자.
3. 군종장교 중 병역을 필하거나 성직 경력이 3년 이상인 경우.[16]
4. 박사 학위 소지자 중 전문사관에 임관한 경우

- 중위. 3년 단기복무의 경우 대위로 전역한다.

1. 경리사관 중 1년 이상 근무경력을 가진 경우.
2. 군법무관
3. 군의관 중 인턴 수료 후 임관한 자.
4. 군종장교 중 병역을 필하지 않고 임관하거나 성직 기간이 3년 이하인 경우[17]
5. 수의사관.
6. 석사 학위 소지자 중 일부가 전문사관에 임관한 경우.

.
- 육군사관학교, 해군사관학교, 공군사관학교 : 기본 10년이지만 5년 차에 전역 신청 가능.
  - 해군사관학교 또는 공군사관학교를 졸업한 해군의 항공과 장교 또는 공군의 조종과 장교로서 비행훈련과정을 수료하여 비행자격을 취득한 사람(회전익 항공기로 기종이 분류된 사람 제외)은 15년. 그 외 13년. 마찬가지로 5년 차에 전역 신청 가능.
- 육군3사관학교, 국군간호사관학교 : 기초교 수료, 임관 후 6년
- 학군사관 : 기초교 수료, 임관 후 2년 4개월. 그러나 대학교 4학년 때 해병대에 지원하여 선발되면 단축되어 2년.
- 학사사관 : 기초교 수료, 임관 후 3년[19]
- 군 가산복무 지원금 지급 대상자 : 학사사관 의무복무기간(3년)에 장학금 수혜기간 4년만큼 가산되어 7년이 된다. 단 학군사관으로 선발될 경우 의무복무기간(2년 4개월)에 장학금 수혜기간 4년만큼 가산되어 6년 4개월이 된다.
- 간부사관 : 기초교 수료, 임관 후 3년
- 특수사관 : 군법무관과 군종장교 등. 기초교 수료 이후 임관일로부터 3년.

#### 준사관
- 준위로서 단일 계급.
- 기초교 수료, 임관 후 5년
  - 필수 기술 분야[20]에 종사하는 준사관(상사와 원사에서 준사관으로 임용된 경우 제외)은 10년. 7년 차에 전역 지원 가능.

#### 부사관
- 대부분 하사로 임관.
  - 부사관학교 수료, 임관 후 4년
  - 장기복무 부사관은 7년, 필수 기술 분야[20]는 10년. 7년 차에 전역 지원 가능. 공군항공과학고등학교가 해당(7년 의무복무)
  - 임기제부사관으로서 하사에 임관한 경우, 병 복무기간을 포함한 3년 또는 병 복무기간 이후 6개월 씩 최대 3회 추가 분 (1년 6개월)

1. 미필(민간 자원)
2. 병, 하사나 중사 전역자가 다시 지원할 경우
3. 남성 병역 미필 현역 대상자 중 육군사관학교, 해군사관학교, 공군사관학교에서 4학년 때 퇴교할 경우 기초군사교육 포함 병의 기간만큼 복무.[21]
4. 예비역 중위가 부사관으로 지원 시. 이 경우는 중사(진)으로 임관하여 하사 임관 1년 경과 후 중사로 진급한다.

- 중사
  - 마찬가지로 부사관학교 수료, 임관 후 4년

1. 예비역 대위가 부사관으로 지원 시

### 병
- 이등병으로 입대한다. 다음 예외 제외.
  - 사회복무요원 중 현역병으로 입대할 경우 기존 복무한 기간에 상당하는 계급을 부여받는다.
- 현역의 경우(전환복무 포함), 계급에 따른 복무기간은 2020년부터 이등병 2개월, 일등병 6개월, 상등병 6개월, 병장 나머지 기간으로 변경되었다.[22][23]
- 단, 보충역 중 사회복무요원과 예술체육요원은 보수등급이 있어, 기본급은 현역병과 동일하다. 1등급이 가장 낮고, 4등급이 가장 높다.
  - 현역에서 편입된 자를 제외하고, 모든 보충역은 육군 이등병 소총이다.
- 과거 1968년 베트남 전쟁 참전, 김신조 간첩일당 청와대 피습사건으로 이후 복무기간이 3달 늘어나 육군과 해병은 3년, 해군 3년 2개월, 공군 3년 3개월이 되었다.
- 한편 과거 산업기능요원 등은 현역과 보충역이 동일하게 5년이었다.
  - 기타 방위병(보충역)은 경우에 따라 1년 6개월(1986년 이전에는 1년 2개월)[24], 1년, 6개월이었다.
- 창군이래 복무기간 변천

1. 육군 및 해병 : 1년 6개월 (2년 9개월 → 3년 → 다시 2년 9개월 → 2년 4개월 → 2년 2개월 → 2년 → 1년 9개월 → 1년 6개월)
2. 해군 : 1년 8개월 (2년 11개월 → 3년 2개월 → 다시 2년 11개월 → 2년 6개월 → 2년 4개월 → 2년 2개월 → 1년 11개월 → 1년 8개월)
3. 공군 : 1년 9개월 (3년 → 3년 3개월 → 3년 → 2년 7개월 → 2년 6개월 → 2년 5개월 → 2년 3개월 → 2년 → 1년 10개월 → 1년 9개월)

- 입영연기자가 육군 현역병으로 입대할 경우, 입영 일자만 고를 수 있고 소집부대(지상작전사령부 예하 사단, 육군훈련소, 지역방위사단)는 자동 지정되었다.
- 1991년 이후 출생자로서 정신과 질환사유로 신체등위 4급 보충역에 편입된 사람 및 문신 또는 자해로 인한 반흔 등의 사유로 4급 판정을 받은 사람 중 정신과 3급이 포함된 사람은 3주 간의 기초군사교육 없이 바로 사회복무요원으로서의 민간복무를 시작하게 되었다. 복무만료 후에는 전시근로소집대상이 된다. 이 경우 전시근로역과 마찬가지로 예비군 훈련 없이 바로 민방위로 편성된다.[25]

### 이외 전환•대체 복무
- 현역이나 상근예비역 복무 중 신체등급 4급 판정을 받으면 사회복무요원으로 편입되어 사회복무요원의 복무기간인 1년 9개월 중 나머지를 채우면 되었다. 따라서 육군 기준 3개월 더 길어졌다.
- 경비교도대는 2011년 3월 28일에 입대한 329기를 끝으로 신규 차출이 중단되었으며, 2012년 12월 27일 폐지되었다.[26][27]
- 작전전경은 2011년 12월 26일에 입대한 3211기를 끝으로 신규 차출이 중단되었으며, 3211기가 전역했던 2013년 9월 25일 폐지되었다.[28][29][30]
- 1991년 12월 31일 이후에 출생한 외관 상 식별이 명확한 혼혈인은 전시근로역이 아닌 현역으로 판정된다.[31]

### 주특기 및 복무 분야에 따른 경력 인정
- 국가기술자격법 시행규칙 '[별표 14] 기능사 검정의 필기시험을 면제받을 수 있는 군기술교육기관의 기술훈련과정(제18조제2호 관련)'에 따라 기능사 필기시험을 면제받을 수 있는 군사특기별 후반기교육이 있다.[32]
- 그 외 군 복무기간에 따라 자격증이나 면허증에 대한 복무분야 별 경력인정도 가능하다.
- 한국산업인력공단에서는[33][34] 육, 해, 공군인 현역과 상근예비역, 그리고 과거 육군훈련소에서 기초군사교육 수료 후 차출하였던 전투경찰순경(2011년 12월 26일을 끝으로 2013년 9월 25일 자연 감소 폐지)의 경우(현역 전환복무이나 본인 지원에 따르지 않음), 경력인정 시점 기준은 기초군사교육 이후 실제 복무분야에 상응하는 군사특기(주특기번호)를 부여받은 때부터(후반기교육이 있다면 그 직전부터)이다. 즉, 이들은 기초군사교육 기간은 근무 경력으로 인정받지 못한다.
- 마찬가지로, 산업기능요원 및 승선근무예비역과 전문연구요원(2026년 이전 폐지)도 현역과 보충역 자원을 불문하고, 기초군사교육 기간은 근무 경력으로 인정받지 못한다.
- 그러나 사회복무요원은 한국산업인력공단의 경우, 복무 분야 (사회복지, 보건의료, 교육문화, 환경안전, 행정)에 따라 사회복무요원으로서의 보충역 소집 시작일인 기초군사교육 훈련소 입소일 당일부터 근무기간을 경력으로 인정받아, 산업기사나 기사, 기술사 등의 취득이 가능하다. 기초군사교육도 근무지에서 '위탁교육'으로 보낸 것이기 때문이다. 다른 보충역인 예술체육요원 그리고 공중보건의사, 병역판정검사전담의사, 공중방역수의사, 공익법무관도 마찬가지이다.

## 부대 단위별 명칭과 의미
군의 부대 단위는 대체로 다음과 같은 계층 구조를 이루고 있지만, 나라마다 약간씩 차이는 있다.

### 전역(총군, Theater)
- '전쟁이 벌어지는 지리상의 구역'을 줄여 이르는 말. 영어로는 'Theater'를 사용한다. 전쟁과 유의어이다.
- 단위가 너무 커서 1개국이 전역을 전담하는 경우는 거의 없으며 여러 개의 국가가 연합한 연합군에서 볼 수 있는 형태이다.

### 군집단(집단군, Army group)
- 군집단(집단군, Army group)은 몇 개의 야전군으로 구성되어 무기한으로 자급자족이 가능한 부대 단위이다.
- 군집단은 보통 특정 지리적 전쟁 지역을 책임지고 있다.
- 군집단은 가장 큰 야전 조직으로, 하나의 국가가 갖는 총 병력과 맞먹는 규모이기도 하다.
- 군집단은 다국적 군대의 편제로 구성될 수도 있다.
- 지금까지 제2차세계대전 중 주요 국가만이 운용한 경험이 있다.

### 야전군(군, Field Army)
- 야전군(군, Field Army)은 사령부로 구성되어 있는데, 보통 다수의 사단으로 이루어진 군단을 최소한 2개 이상 통제한다.
- 야전군 수준에서 전투에 영향을 주는 것은 전쟁의 결정적 지점에 적군에 대한 압력을 증가시키기 위해 휘하 군단 사이로 사단이나 그 외 증원군을 이동시키는 것이다.
- 부대 단위 중 가장 큰 전역(총군), 아래 집단군, 이어서 그 아래 야전군은 규모, 구성, 책임의 범위 등에서 나라마다 상당히 다양한 대규모 편제이다.
- 현재 대한민국 국군(대한민국 육군)의 최상위 부대 단위이다. 단독적인 군사전략이 가능한 부대 단위이다.
- 냉전 종식 이후 대규모 군비축소와 함께 거의 사라진 편제이다.[35] 대한민국 국군, 한미연합사령부, 중국 인민해방군, 북한 조선인민군 정도만이 야전군 체계를 유지하고 있다.[36]
- 전작권 환수 이후에도 전시 대한민국 해군과 공군의 전시작전권은 계속 미군이 갖게 된다.
- 대한민국 육군의 군은 지상작전사령부와 제2작전사령부로 구성된다. 군의 최고 지휘관인 군사령관은 대장이 임명된다. 군 부사령관은 중장이 맡는다.

### 군단(Corps)
- 공국(dukedom, duchy 혹은 principality)이나 시국(City State)을 제외한 제대로 된 규모를 가진 하나의 국가 내 군대의 최소 기본 규모가 1개 군단이다.
- 군단도 자체의 직할 전투부대(특공여단) 및 전투지원부대를 보유한다.
- 사단장보다 상급 지휘관인 군단장의 경우는 자신이 직접 부대를 이끌어가는 위치가 아니라 사단장을 지휘하는 입장이다.
- 따라서 군단장이 직접 다룰 수 있는 부대는 군단 직할대와 특공연대뿐이므로, 군단장의 직접적인 지휘를 받는 전투부대는 군단 직할 특공연대 뿐이다.
- 휘하 사단은 작전에 따라 규모가 커질 수도 있고 작아질 수도 있다.
- 대한민국 육군 군단의 수장인 군단장은 중장이 맡는다. 부군단장은 소장 혹은 준장이 맡는다.

### 사단(Division)
- 근대까지는 최고지휘관이 광학기기의 도움을 빌어 전장의 상황을 통제할 수 있으면서 국가의 동원능력의 한계를 벗어나지 않고 운영할 수 있는 군대의 규모는 50,000명 가량의 수준이었지만, 이후 이러한 제약이 풀리면서 수 십만의 군대를 효과적으로 운영할 수 있게 되었다.
- 이렇게 동원된 군대를 기존에 자연스럽게 구축된 교통인프라를 통해 적절하고 효과적으로 운영하기 유리하도록 "일정 기간이상의 독립적인 작전수행이 가능한 규모"로 나누어 편성한 것이 사단이다.
- 사단의 사전적인 의미가 "장기간 독자적인 전투수행이 가능하도록 편성된 제병합동부대"인 이유가 여기에 있다. 즉 대규모로 동원된 군대를 교통인프라의 제약에 맞도록 편성하는 과정에서 나온 조직. 한편 이 시기에 바로 여러 사단에 대한 통제를 효과적으로 하기 위한 군단 편제도 나왔다.
- 사단은 지역에 따라 자체가 가지고 있는 수단으로 독립해서 전술작전을 수행하는 최소의 부대 단위이다.
- 또한 육군의 전투병과와 근무병과로 구성된 기본적인 제병연합 부대이다.
- 여러 개의 여단, 연대와 그 외 부대를 지원하는 다수의 직할 대대로 구성되며, 여러 개의 사단이 모여 군단 등을 구성한다.
- 보병, 기병, 기갑 등의 주 전투 병과와, 포병, 공병, 군수 등의 후방 지원 부대 등으로 구성된다.
- 대한민국 육군의 사단은 항상 준비된 상태를 갖춘 상비 사단과 전시직후로 공백화되는 전력을 메꾸고 지역을 방어하는 지역 방위 사단, 그리고 전투 전력을 보강하기 위해 지역별로 예비군을 모아 동원 예비군 사단(또는 동원 사단)으로 분류된다.
- 사단장은 1개 사단의 수장으로서 실무적으로는 부대 단위로 보아도 제일 높은 지휘관이다.
- 대한민국 육군의 사단장은 주로 소장이 임명된다. 후방의 지역방위사단이나 동원사단의 경우 준장이 임명되기도 한다.
- 대한민국 국군에서는 부사단장도 3 ~ 7명 부임한다. 부사단장의 계급은 주로 대령이며 드물게 준장이 맡기도 한다.
- 대부분의 국가는 사단이 최대의 부대 단위가 되는 경우가 많다.
  - 콜롬비아 육군 : 8개 사단(각각 2개 이상의 여단으로 구성)
  - 일본 육상 자위대 : 7개 사단 외 4개 이상의 여단
  - 영국 육군 : 6개 사단
  - 독일 연방군 육군 : 5개 사단

### 여단(Brigade)
- 여단은 고도로 기계화, 정예화되어있고 사단급의 화력을 발휘할 수 있는 독립부대의 성격으로 존재한다.
- 따라서 여단은 비록 규모가 작더라도 일반적으로 사단과 동급의 부대 단위로 인식되고 있다.
- 통상적으로 1개의 보병여단은 4개의 보병대대와 1개의 포병대대, 그리고 직할대로 구성된다.
- 직할대에는 수색중대, 전차중대, 의무중대, 전투지원중대, 통신중대, 공병중대, 본부중대가 포함된다.
- 여단 개념은 오래전부터 상이한 두 가지 구조로 발전해 나왔으며, 현대에도 이 두 가지 개념 모두가 약간 형태를 바꾸어 살아남았다. 국가 및 병과별로 개념이 조금씩 다르긴 하지만, 여단 명칭을 가진 일부 특수부대를 제외하면 일반적으로 규모가 연대보다 크다.
- 물론 특수부대의 경우 최하위인 중대급 인원이 12명 정도이므로 보병여단에 비해 인원수는 적다. 제2작전사령부 예하의 특공부대도 여단급이다.
- 애초에 정의가 여러가지라 그런지, 일반적으로 서유럽에서 유래된 군편제 중에서도 특이하게 여단만은 시대에 따라, 그리고 같은 시대라도 국가에 따라 규모나 편성이 매우 다양한 것이 특징이다. 같은 여단이라도 각국 군대의 교리나 실정 등에 따라 편제가 딜라질 수 있다.
- 현대에는 독립 여단 개념이 재등장하여 사단 개념과 함께 주요 전술제대 편제로서 전 세계에서 널리 쓰이고 있다.

### 연대(Regiment)
- 연대는 현재까지도 보병/포병/기갑/공병 등 1가지 병과로 편성되는 가장 큰 부대 단위이다. 그러나 연대 내에도 여러 병과가 혼합 편제되면서 이러한 개념은 희미해졌다.
- 현대 육군에서는 주로 여러 개의 개별적인 연대를 모아 사단을 편성, 사단의 주력인 보병과 기갑 연대들을 같은 사단 내의 다른 병과 부대들이 지원해 준다.
- 연대는 여단의 하급부대, 대대의 상급부대에 해당되지만, 사단 바로 아래에 연대를 두는 편제(미국 해병대, 러시아 육군, 러시아 낙하산군 등)나 연대의 바로 아래에 중대를 두는 편제(프랑스 육군, 일본 육상 자위대 등)도 드물지 않다.
- 연대는 제대로 된 사령부를 둘 수 있는 최소 부대 단위이다.
- 연대에는 같은 병과만 모여있어서 단독 작전이 힘들고 언제나 동료 보조 연대에게 지원을 받는다는 점 때문에, 현대 육군 편제에서는 병종이 다른 대대를 모은 사단 개념이 생겨났고, 따라서 예전에는 단일 병과를 모아 편성하던 여단 개념 역시 사단처럼 다수의 병과가 연합된 전투제대로 변화했다.
- 대한민국 육군의 연대장은 대령급이 맡는다.

### 대대(Battalion)
- 필요에 의해 다른 병과의 대대끼리 병력을 주고 받아 여단전투단(Task force)를 만들기도 한다.
- 편제가 이쯤 되면 지휘부를 모아서 본부중대를 구성하며, 전투지원을 위한 화력 편성이 추가된다.
- 따라서, 대대는 상급 제대의 지휘 하에 단독으로 작전에 투입될 수 있는 최소 부대 단위로 간주된다.
- 같은 병과의 중대만 모이는 것이 일반적이나, 미국 육군처럼 기계화보병 2개 중대, 기갑 2개 중대가 1개 제병협동대대(Combined Arms Battalion)를 이루는 사례나, 대한민국 국군 기계화 보병사단의 기갑 수색 대대처럼 전차, 장갑차, 자주박격포들을 모아 중대전투단 편제로 만들어버린 경우도 있다.
- 대대장은 자신의 휘하에 참모를 둘 수 있는 최하위 지휘관이며 예하 중대 이외에도 각 처부(작전, 정보, 인사, 군수)를 예하에 둘 수 있다.
- 일반적으로 대대장은 중령이 맡는다. 그러나 전투지원중대나 사단, 여단의 직할대의 경우 소령이 대대장을 맡기도 한다.
- 대한민국 육군의 지역방위사단이나 그보다 작은 동원사단은 평상시에는 전방의 중대 부대의 규모만 유지한다.
- 대한민국 경찰 부대에는 기동단으로 존재하며, 대한민국 경찰로서는 최상위 부대이다.

### 중대(Company)
- 군 조직 내에서 기능하는 단위 제대 중 최말단 제대이다. 따라서 지휘권의 인정도 소대는 하지 않으나 중대는 인정한다.
- 따라서 중대장부터 지휘관을 상징하는 지휘관 휘장을 가슴에 착용한다.
- 중대장은 자신을 보좌하는 보조인력을 보유하는 최하위 지휘관이며 원칙상으로는 장교가 담당할 수 있는 최하위 부대장이다.
- 병과에 따라 부르는 명칭이 달라지기도 한다. (예 : 포병의 경우 '포대')
- 일반적으로 대위급이 중대장에 임명되며, 본부중대같이 상위 편제의 최고선임지휘관이 같이 있는 중대 혹은 후방의 지역방위사단, 동원사단같이 편제인원이 적은 경우 중위가 중대장을 맡기도 한다.
- 전투지원중대나 여단급 직할대의 경우 소령이 중대장직을 맡는 경우도 있다.
- 대한민국 경찰 부대에도 존재한다.
- 대한민국 국군에서는 부중대장도 존재한다.

### 소대(Platoon)
- 통상적으로 3개 분대와 소대본부(통신병, 기관총 사수 및 부사수, 부소대장과 소대장)로 구성된다.
- 대한민국 경찰 부대에도 존재한다('제대'라고 부름).
- 대한민국 국군에서는 부소대장도 존재한다.
- 일반적으로 장교인 소위가 소대장을 맡는다. 부소대장의 경우 소대 내의 선임부사관이 맡는다.

### 반(Section)
- 대한민국 경찰 부대에서는 경사가 이끈다.
- 대한민국 국군에서는 포병병과 포대의 하위 편제이다.
- 대한민국 국군의 1개 포대는 6개 포반으로 구성된다. 포반장은 소위 혹은 부사관이 맡는다.

### 분대(Squad)
- 가장 기초적인 부대 규모.
- 보통 10여명 가량의 인원으로 구성된다.
- 배속된 부대의 성격에 따라 '전투분대' 와 '기행분대(기술/행정분대)'로 구분된다.
- 대한민국 국군의 분대는 일반적으로 소대 내의 부사관이 분대장을 맡는다.
- 그러나 '전투/기행분대장 교육'을 이수한 병장 혹은 상병이 분대장을 맡기도 한다.

## 군사제도에 관한 현재 상황과 방안

### 현재 대한민국의 상황
- 이 단락은 현재의 남북분단이 계속 지속될 경우를 가정한다. 휴전선, 특히 동부전선은 세계에서 제일 보병 수요가 많은 전투 지형이다. 물론 앞으로 압록강과 두만강으로 이루어진 국경에서도 정도는 덜 하나 비슷하다고 할 수 있다.
- 전문가들은, 대한민국의 경우 안보상황과 병력 규모, 국민들의 병역의식, 국민소득 수준 등을 감안할 때, 2020년 이후에도 모병제의 전면적인 도입은 어렵고, 모병제 위주 징모 혼합제 등 단계적인 추진이 필요하다고 말한다.
  - 그러나 대한민국보다 군사력이 낮으며, 적대국인 브라질과 아르헨티나 두 강국과 인접한 우루과이, 인도와 중국 사이에 위치한 부탄은 대한민국의 주한미군처럼 타 강대국의 군사적인 도움도 없이 모병제를 하고 있다.
  - 조선민주주의인민공화국의 경우 계속되는 식량난과 전차, 장갑차, 전투기에 드는 유류 부족으로 인해 현재 남침할 전력이 부족하다. 그나마 김대중 정부 시절 대북정책의 일환으로 식량원조를 해줬기 때문에 군량미를 어느 정도 확보할 수 있지만 이는 어디까지나 어느 정도일 뿐 충분하지는 않으며 조선민주주의인민공화국은 아직도 식량확보에 문제가 많다. 만약 조선민주주의인민공화국이 또다시 남침을 하게 될 경우 장기전 양상으로 가면 대한민국쪽이 무조건 유리할 수 밖에 없는 이유 역시 이 때문이다. 이런 문제 때문에 김정은 역시 식량이 총알보다 중요하다고 강조했다.[37]

### 현재까지 산정된 유형별 병력규모
- 550,000명 : 미국 랜드연구소가 제시한 통일한국의 적정 병력 규모.
  - 외국의 연구사례로 본다면 미국 랜드연구소의 베네트 버넷 박사는 통일한국 대한민국 국군의 수요를 육군 430,000명, 해군과 공군은 120,000명으로 550,000명 수준의 첨단화된 전력유지를 언급한바 있다. 이는 육군은 중국을, 해군과 공군은 일본을 대상으로 설정한 것이다. 연구자료로서의 예측가능성은 존재하며 대한민국 국군도 실제로 1993년 합동참모본부 자료 등을 살펴보면 최소 210,000명 ~ 최대 410,000명까지 운용을 이야기 한 바 있다.
- 517,000명 : 2009년 국방개혁 2020 수정 가안에 따른 2020년의 총 병력 목표치
- 500,000명 : 2005년 국방개혁 2020 원안에 따른 2020년의 총 병력 목표치. 현실적으로 남북분단 상 최소 요구치.
  - 2010년 국방백서에 따르면, 2020년까지 대한민국 국군의 총 병력을 2005년 계획으로는 500,000명, 2009년 수정 가안으로는 517,000명으로 감축할 계획이었다.[38]
  - 2011년 10월 7일 대한민국 통일부가 발주한 '남북공동체 기반조성사업' 정책분야의 민간연구팀도 통일 후 남북간 통합군대의 병력 규모는 50만명이 적정하다는 연구결과를 발표하였다.
    - 즉 현재의 200만 명에서 50만 명으로 줄어드는 것이 적정하다는 것이다.
    - 50만 명 병력으로 제시된 통합군대 중 육군은 북부•중부•남부사령부로 편성하고, 해군은 동•서•남해 해역사령부로, 공군은 남•북부전투사령부로 구분해 사령부 당 5개 전투비행단씩 총 15개 전투비행단을 편성하는 것으로 보고됐다. 즉 야전군이 폐지되고 그 아래 군단이 최대 부대 단위가 되는 것이다. 북한군 해체와 전역 지원은 통합 전 1년부터 통합 후 1~2년에 집중하는 것으로 설정됐다.[39][40]
    - 북한군 해체와 전역 지원은 통합 전 1년부터 통합 후 1~2년에 집중하고, 시설·장비 통합과 무기·탄약 폐기는 단기, 중기형은 통합 후 10년, 장기형은 통합 전 5년부터 통합 후 10년까지로 설정했다.
    - 대한민국 통일부는 이 같은 연구결과를 바탕으로 통일재원 조달 방안을 담은 정부안을 이달 중 국회에 제출하고 입법화를 추진할 방침이다.
    - 통일시점은 2020년(단기형), 2030년(중기형), 2040년(장기형)으로 나눠 미래 통일 한국의 모습을 구체적으로 조망했다.[41][42][43]
- 480,000명 : 2023년 12월 대한민국 국군 총 병력 수
- 430,000명 : 미국 랜드연구소가 제시한 통일한국의 최소 병력 규모.
  - 상비군으로만 이루어진 국군의 병력을 360,000명 미만(통일 한국 인구의 1/200)으로 줄이기에는 중국, 일본과의 유럽연합(EU)수준의 정치, 경제적 공조가 없으면 절대적으로 불가능할 것이다. 여기에 추가로 치안상황을 고려하여, 미국 랜드연구소는 통일 한국의 최소 병력 규모로서 430,000명을 제시한 것이다. 한편 미군의 징병제 폐지 전 베트남 전쟁 당시 복무기간은 1년이었다.
- 410,000명 : 1993년 합동참모본부와 한국국방연구원의 회귀분석 최고값
- 350,000명 : 국방개혁 2040 목표 총 병력 수
- 310,000명 : 1993년 합동참모본부와 한국국방연구원의 회귀분석 중간값
- 300,000명 : 모병제 시행 가능 상한선
- 240,000명 : 부대단위 5각 편제.
  - 단 대대 이하로는 현행 4각 편제. 예하 3개 군단 80,000명 → 예하 5개 사단 16,000명 → 예하 5개여단전투단 3,200명 → 예하 4개 대대 640명 → 예하 4개 중대 160명 → 예하 4개 소대 40명 → 예하 4개 분대 10명.
  - 일본 자위대의 경우 229,000여 명[44]1980년에는 240,013명(육상 155,131명, 해상 40,816명, 항공 44,066명)[45], 2005년에는 총 병력 239,430명. 1987년부터 대규모 군비 증강.
- 293,750명 ~ 281,250명
  - 이 수치를 뒷받침하는 방안이 있을 것으로 추정된다. 2030년까지 예비군 훈련장을 현재 208개소에서 47개소로 감축한다[46]는 것이 그것이다.
  - 2010년 국방백서에 따르면, 대한민국 국군의 총 병력은 65만여 명으로 표기됨. 육군 52만여 명, 해군 6.8만여 명(해병대 2.7만여 명 포함), 공군 6.5만여 명)이다.[47][48]
  - 따라서, '현재 현역 병력 65만여 명', '예비군 총 병력 320만여 명'(2011년 현재 복무기간 8년에서 2020년까지 5년으로 단축하여, 2009년 계획으로 총 175만여 명으로 감축하는 것은 무시함. 이것도 원래 2005년 국방개혁 2020 원안으로는 150만여 명이었음), '예비군 훈련장 208개소 -> 47개소로 감축', 이 3가지 요소를 종합하면, 2030년까지 146,875명으로 감축할 수도 있다는 수치가 나온다.{ 65 * 320 * [47/208] } 그러나, 이에 현역 출신 예비군 1~4년 차는 동원훈련으로, 군부대에서 2박 3일간 훈련받으며, 5년차는 마찬가지로 1박 2일, 6년 차는 예비군 훈련장에서 8시간의 향방 훈련, 7~8년 차는 훈련이 없다는 것 (실제 훈련 기간은 하사 이상 간부도 동일), 그리고 보충역 출신은 동원훈련 없이 1~6년 간 예비군 훈련장에서 1년에 24시간 씩 향방 훈련만 받는다는 것을 감안하고, 또 현역과 보충역 출신 모두 학생 신분인 자는 예비군 훈련장에서 8시간의 향방 훈련만 받는다는 것을 고려하면, '크게 어림잡아 2배, 즉 29만 3,750명'이라는 것으로 볼 수 있다.
  - 그러나 위로부터, 3각 편제를 한 단계 아래로 하나 더 적용하여, 1개 사단 내 5개 여단전투단 대신 3개의 여단전투단을 두어, 468,750명 X 3/5 = 총 281,250여 명도 될 수 있다.
- 235,000명
  - 위 사실에 더해 더 실증적으로, 예비군 복무기간 감축 분을 반영하여, 예비군 동원훈련 여부와 훈련기간 별 구분을 하지 않고 단순히 예비군 복무기간 8년 -> 5년이라는 것만 반영하면, '146,875명 X (8년/5년) = 23만 5,000명' 으로도 볼 수 있다.
- 210,000명 : 1993년 합동참모본부와 한국국방연구원의 회귀분석 최저값.

### 징병제의 단계적 유지, 전시 징병제 전환과 예비군
- 모병제는 사실상 평시 예비군 편성이 어렵다. 모병제 하의 예비군 조직의 목적은 전시 징병제 하의 징집병을 이끄는 것이다. 이 예비군 관리 장병은 현역에 포함되어야 하며, 그 외에는 군 출신 군무원과 행정안전부(민방위대)에서 전담하여야 한다. 따라서, 미국 주방위군처럼 별도의 군사조직이 없는 통일한국은 모병제일 경우 평시의 상비 예비군 전력은 0으로 보아야 한다. 한편 미군의 징병제 폐지 전 베트남 전쟁 당시 복무기간은 1년이었다.
- 징집병으로 예비군을 이루고자 한다면, 평시에 최소 1년의 징집 기간이 필요하고, 현재도 0.5%의 예산만이 예비군으로 배정되고 있는 이상, 주변 3국에 대적할만한 방위력을 갖추기란 사실상 불가능하기 때문에, 모병제를 지향한다면 예비군에 배정된 예산과 자원을 상비군으로 돌리고, 예비군 조직 인원은 현역군인과 예비역에 편입한 군무원으로 충당하여야 할 것이다. 현역 군인이 전역하여 예비군에 전역하지 않는 한 퇴역하게 된다.
- 한편 예비군을 관리하는 부대 또한 모두 통합군의 3개 군단 예하 부대에 따라 지역별 병역인구수에 비례하여 배치되어야 한다. 이 부대는 편제가 다른 전투부대보다 약간 적으나, 유사시 별도의 전투부대를 만들어낼 수 있다. 평화체제인 이상, 상비사단, 지역방위사단, 동원사단의 구별 없이 모두 전투사단(5각 편제)로 합치는 것이 더 효과적이다.

- 동원사단만을 지역방위사단 예하로 통합하여 전투사단과 지역방위사단으로 2원화하는 방안도 있다. 이 때 지역방위사단은 유사시 징집병을 소집하여, 전투사단의 부대단위로서 인력과 전력이 한 단계 상승하게 된다.
- 그러나 한반도는 3면이 바다로 되어있고, 중국과 러시아와 1,500km에 이르는 국경을 대치하는 면에서 볼 때, 적절치 못하다. 종전과 달리 모든 영토와 영해에 동일한 수준의 방위력을 할당하여야 하기 때문이다.

- 제9군단과 제11군단을 준비군단으로 재창설하는 방안이 있다.

- 제2작전사령부에 제9군단과 제11군단을 예하로 두고 두 준비군단의 예하에는 각각 몇 개의 동원사단을 예하로 두어 준비사단으로 부대를 전환시킨다.
- 직업 사병 제도를 도입하며 모든 군인은 준비사단에서 1년간 복무하며 복무 성적에 따라 직업 사병으로 선발하여 상비사단으로 전출시킨다. 이렇게 하면 자질이 부족한 인원을 실전에 투입하는 일을 미연에 방지하여 관심병사 문제를 해결할 수 있다. 장교와 부사관 역시 임관한 직후에는 준비사단에서 1년간 복무 후 자질을 평가해서 상비사단으로 전출한다. 단, 단기 복무 학군사관은 병역 의무 기간이 짧은 관계로 그냥 준비사단에서만 복무하다가 전역한다.

- 모병제 시행 후에는 병무청의 독립된 기관으로서의 의미가 없으므로, 방위사업청과 마찬가지로 국방부 산하에 흡수하되, 편제는 그대로 유지하여, 유사시 총 동원체제에 대비하는 것이 합당하다고 볼 수 있다. 국방부에 통합된 새로운 부서에서는 유사시 병역대상자들을 징병할 업무를 관할한다.

- 민방위대는 현재도 국가행정에 중요한 부분을 차지하며, 한반도는 통일 후에라도 세계적으로 안보 환경이 좋지 못하므로 존치하되, 실제 소집만 폐지하는 것이 합리적이다.

- 만약 평시 예비군과 민방위대 소집을 존속시키려면, 결국 징병제를 현재 상당수의 징병제 국가와 마찬가지로, 현역(사회복무 등 보충역 포함) 1년 (현대전에 투입 가능한 최소 훈련 기간)기량으로 유지하여야 한다.

### 국군 외 조직의 방향
- 대한민국의 유사군(준군인, Paramilitary)은 없다.

### 국방개혁에 관한 법률과 동 시행령의 내용
- 현행 법령인 '국방개혁에 관한 법률 시행령'(시행 2011년 7월 1일)상으로도 상비병력 규모는 여전히 50만 명 선임을 명시하고 있다.[49]
  - 국방부장관은 2020년까지 국군의 상비병력 규모를 50만명 수준으로 유지하기 위해 그 상비병력 규모를 연차적으로 감축하여 2010년까지 64만명 수준, 2015년까지 56만명 수준이 되도록 하여야 한다.
  - 2020년까지 유지하여야 하는 각 군별 구성비율은 다음과 같다.

1. 육군 : 74.2%
2. 해군 : 8.2%
3. 해병대 : 4.6%
4. 공군 : 13%

- 장교·준사관 및 부사관 등 간부의 규모는 2020년까지 기술집약형 군구조 개편과 연계하여 연차적으로 각 군별 상비병력의 40% 이상으로 편성하여야 한다.
- 예비군 전투력 향상에 필요한 무기·장비·전투예비물자를 2020년까지 확보하도록 필요한 조치를 강구하여야 한다.

### 그 외 현재까지와, 앞으로 계획된 정부의 정책
- 대한민국의 경우, 1993년 김영삼 정부 초 한국국방연구원(KIDA) 이 시행한 외부 용역 연구 결과, 현 남북 분단 지속 시 복무 기간이 최소 1년 3개월 이상이 필요하다는 결과가 있었다. 물론 상근예비역과 의무경찰, 의무소방대 등 전환복무와 사회복무요원 등 보충역 대체복무를 최대한 줄여 현역으로 복무케하고 군을 기계화하는 조건.
  - 사실 국방개혁 2020의 근간은 전두환 대통령 정부 때부터 있었다. 전시작전권 환수를 포함하여 육군의 1군과 3군을 통합하는 지상작전사령부 창설, 육, 해, 공군을 통합한 통합군 창설, 각 군 사관학교 통합도 그러하였다.
  - 미국의 경우, 2001년 9.11테러 직후 미국 국방부 연구 결과, 민간인을 징집하여 현대전에 투입하기까지 최소 1년 이상이 훈련이 필요하다는 결과를 발표하였다. 당시 1973년 1월 1일 이후 폐지하였던 징병제를 부활시켜야 하느냐가 이슈였기 때문이다. 미군의 징병제 폐지 전 베트남 전쟁 당시 복무기간은 1년이었다.
- 보충역의 경우 병역법 42조 2항에 의해 변동폭이 현역의 2배인 1년 기간 내 단축(혹은 연장)할 수 있다. 여전히 산업기능요원(보충역 판정자)은 1년 11개월, 예술체육요원과 산업기능요원(현역 판정자)은 2년 10개월, 기타 전문연구요원, 승선근무예비역, 공중보건의사 등은 그대로 3년이다.
- 단축 예정 기간을 다시 환원하기 어려운 이유
  - 1968년 김신조 간첩일당 청와대 피습사건과 베트남 전쟁 참전에 따른 3개월 증가 (육군 기준 2년 9개월->3년, 공군 기준 3년→3년 3개월(창군이래 최대 징집병 복무기간)) 외 전례가 없다.
  - 이미 2005년 대학 재학 이상의 학력을 가진 4급 보충역에게 현역 처분을 내렸다가, 1년 만에 철회하였다. 이유는 통계 상의 오류로 병력 수요를 과다하게 측정했기 때문이라 한다. 그 이후 복무기간 연장에 해당하는 조건의 법안이 제정되었다.
  - 법적으로 현역은 6개월, 보충역은 1년 범위 내 감축 가능.
- 한편 지금까지 복무 기간은(즉 병역법 개정) 단순한 국방계획을 넘어 병역 전체의 강도를 조절하는 것이므로 지금까지 초 당(黨)적인, 행정부를 넘어선 국가 차원에서 이루어져 왔다. 아래 시점에서 지속적으로 기간을 줄여왔다. 또한 이때 군인사법과 병역법이 크게 개정되었다.[50]

1. 1960년 : 징병제 체제 정비. 병의 계급을 종래 2단계에서 이등병, 일등병, 상등병, 병장으로 4분화. 종래는 병은 병과 상등병뿐이었고, 부사관은 하사, 이등중사, 일등중사, 이등상사, 일등상사, 특무상사로 6개 계급이 있었다. 대한민국 국군은 1950년 한국 전쟁 이전까지는 모병제였기 때문이다.[51]
2. 1969년 : 김신조 간첩일당 청와대 피습사건과 베트남 전쟁 참전 확대를 계기로, 예비군, 민방위대, 대체복무 제도(작전전경[52], 구 병역특례제도, 방위병)신설. 1971년에, 창군이래 유일하게 육, 해, 공군 모두 3개월씩 늘렸다.
3. 1977년 : 미국 지미 카터 전 대통령의 주한 미군 7사단 철수로 인하여, 3급 방위병도 현역으로 판정. 부사관 제도 개선. 이 시점에 대한민국은 북한의 산업 수준을 추월하였다.
4. 1994년 : 북한 핵위기, 김일성 사망(이 시점에 비로소 북한 군사력을 능가). 12월 31일부로 방위병[53]과 방위소집[54], 일반하사 제도 폐지, 1995년 1월 1일 부로 옛 공익근무요원과 상근예비역 신설
5. 1996년 : 상근예비역은 종래 1년 동안 현역 부대에서 내무 생활을 해야 했으나, 기초군사훈련만 받은 후 집에서 출퇴근 근무. 병역특례제도를 산업기능요원, 전문연구요원, 공중보건의사, 징병전담의사, 국제협력의사, 공중방역수의사, 공익법무관 등으로 개정.

- 한편 남북통일 이후 대한민국의 병역 형태는 1년 미만의 기초군사교육과 후반기교육만 이수하게 되는 민병제(단기 징병제)로 갈 것인지, 아니면 모병제로 갈 것인지에 관한 논점에 대해서 다만 한가지 중요한 것은, 현재 복무 기간이 1년 미만인 국가들로 볼 때, 10년 이내 모두 징병제를 폐지하였다는 것이다. 다만 스위스의 경우, 영구 중립국이라는 위치와 거친 알프스산맥, 높은 1인당 GDP의 덕택에 40세까지 복무하는 예비군체제가 가능하다. 스위스는 2016년부터 징병제 예비군 제도를 폐지한다.[55]

### 대한민국의징병제에 대한 의견
- 찬성론
  - 한반도 안보 위협 지속
  - 징병제 폐지시 조선민주주의인민공화국과의 전력 격차 발생
- 비판론
  - 방만한 규모로 부대관리에 따르는 어려움
  - 방만한 규모로 인한 계급 인플레이션 발생
  - 병력에 대한 전반적인 대우(복지, 후생, 급여 등 모든면에서) 미흡으로 인한 사기저하
  - 짧은 복무기간으로 인한 군 전문성 결여문제와 이로 인하여 발생되는 사고문제
  - 복무 부적응자 발생
  - 오직 인원충원에만 전념하는 구조로 인해 진급심사만 잘하고 나머지 분야는 무능한 정치군인의 난립문제
  - 고위 장교들의 진급 경쟁으로 인한 군 전체의 목표 상실(국토방위가 목적이 아닌 진급이 목적인 군복무)
  - 일부 문제간부들이 병사들에게 그들이 의무복무자임에도 불구하고 직업군인 이상의 무리한 요구를 하는 문제
  - 타국의 징병제와는 달리 병역세와 대체복무가 없으며 직업사병 역시 없는 문제로 인해 발생하는 조직력 결여 문제

### 모병제 시행 조건
- 2014년 8월, 한국국방연구원은 "50만 명의 병력을 유지하려면 연간 최소 6조 원의 예산이 더 든다"고 밝혔다. 30만 명만 유지하려 해도 2조 5,000억원이 더 든다고 밝혔다.
- 독일과 프랑스, 이탈리아 등 징병제에서 모병제로 전환한 국가들은 '병력 30만 명 이하와 병 GDP 약 3,000만원 이상'을 모병제 전환 조건으로 제시한다.[56]
- 신인균 자주국방네트워크 대표는 '모병제를 도입한다고 하더라도 분단상황을 고려해 국방력을 유지하려면 육군은 최소 35만 명 정도의 모병과 13만 명 정도의 (하사 이상)간부로 전체 48만 명은 돼야 하고, 해·공군과 국방부 직할 부대들은 기술군의 특성상 현재 수준을 유지시켜야 한다' 고 말했다.[57]
- 모병제 시 현역장병은 전체 인구의 1/200 미만이어야 함.

### 현행병역법으로 본모병제(전시징병제)로 전환할 수 있는 최단 기간
- 물론 아직도 병역법 상 복무기간은 현행 복무기간보다 더 길게되어 있다. 병만 기술되어 있으며, 하사 이상 간부는 다루지 않는다.
  - 이 병역법에 명시된 기간은 현재 징병제 시점은 물론 징병제 폐지 이후 모병제에 따른 기준이기도 하다. 현재 시행되고 있는 임기제부사관 제도와도 별개로서, 병력충원의 방법일 뿐인 징병제/모병제여부와 상관없이 오직 각 군 별 병의 복무기간을 말하는 것이다. 용어와 제도에 따라 차이가 있지만, 병역법에 명시된 병의복무기간은 1949년 이후 평시 징병제를 도입한 1951년부터 이 기간은 거의 달라진 것 없이 일치해 왔다. 따라서 앞으로 모병제로 전환된다 해도 관련 없이 유지될 것이다.
  - 병역법은 '법률'로서 제정 및 개정 시 국회를 통과하여야 하나, 시행령은 대통령령이나 총리령으로서, 그리고 시행규칙은 행정부 산하 부령으로서 대통령 주최하는 장관들의 국무회의만 거치면 신속한 제정 및 개정이 가능하다. 현재까지 이루어진 복무기간의 단축도 병역법의 테두리 안에서만 가능한 것이다.
  - 병역법 상 병의 복무기간은 육군 및 해병대는 2년, 해군은 2년 2개월, 공군은 2년 3개월, 상근예비역은 그 전 현역 복무기간을 포함하여 2년 6개월, 보충역인 사회복무요원은 2년 2개월이다. 반면 그 외 보충역인 예술체육요원은 2년 10개월, 공중보건의사, 병역판정검사전담의사, 공중방역수의사, 공익법무관)은 3년, 그 외 산업기능요원 중 현역 자원은 2년 10개월, 보충역 자원은 1년 11개월로서, 이들은 현행에 있어서도 동일하다.
- 한편 전시근로역으로는 실제로 복무하는 실역은 민방위대 소집(출퇴근 훈련)외로는 없다.
- 예비군 복무와 민방위대 소집의 기간 단축에 대한 법령은 없다.

## 같이 보기
- 대한민국 병역법
- 병역판정검사
- 나라사랑카드
- 사회복무요원
- 산업기능요원
- 전문연구요원
- 공중보건의사
- 공익법무관
- 공중방역수의사
- 대한민국 국군
- 병역판정검사
- 국방개혁 2020
- 국방개혁 307계획
- 병역법 위반 등의 범죄처벌에 관한 특별조치법
- 병역기피자 공개 제도